# Avenue X
Avenue X è una fermata della metropolitana di New York, situata sulla linea IND Culver. Nel 2014 è stata utilizzata da 892 170 passeggeri.
È servita dalla linea F Sixth Avenue Local, sempre attiva.